# 盧垓
盧垓（朝鮮語: 노해）は、朝鮮氏族の光州盧氏の始祖である。
父親の盧穂は中国唐の翰林学士であったが、755年に安史の乱から逃れるために子供らとともに唐から新羅へ亡命した。
盧穂の長男の盧垓は光山伯に封ぜられた。